# Daniele Rugani
Daniele Rugani (sinh ngày 29 tháng 7 năm 1994) là một cầu thủ bóng đá chuyên nghiệp người Ý hiện đang chơi ở vị trí trung vệ tại Serie A cho câu lạc bộ Juventus. Anh bắt đầu sự nghiệp chuyên nghiệp của mình với Empoli ở Serie B vào năm 2013, nơi anh ngay lập tức giúp câu lạc bộ thăng hạng lên Serie A. Sau đó anh được chuyển về Juventus, nơi anh lập tức giành được danh hiệu Serie A trong mùa giải đầu tiên của mình với câu lạc bộ. Ở cấp độ quốc tế, anh đã đại diện cho Đội tuyển bóng đá U-21 quốc gia Ý tại Giải vô địch bóng đá U-21 châu Âu 2015.

## Thống kê sự nghiệp

### Câu lạc bộ
Tính đến 1 tháng 7 năm 2025
| Câu lạc bộ          | Mùa giải            | Giải đấu            | Giải đấu | Cúp quốc gia | Cúp quốc gia | Châu Âu | Châu Âu | Khác | Khác | Tổng cộng | Tổng cộng |     |
| Câu lạc bộ          | Mùa giải            | Hạng đấu            | Trận     | Bàn          | Trận         | Bàn     | Trận    | Bàn  | Trận | Bàn       | Trận      | Bàn |
| ------------------- | ------------------- | ------------------- | -------- | ------------ | ------------ | ------- | ------- | ---- | ---- | --------- | --------- | --- |
| Empoli (mượn)       | 2013–14             | Serie B             | 40       | 2            | 2            | 0       | –       | –    | –    | –         | 42        | 2   |
| Empoli (mượn)       | 2014–15             | Serie A             | 38       | 3            | 1            | 0       | –       | –    | –    | –         | 39        | 3   |
| Empoli (mượn)       | Tổng cộng           | Tổng cộng           | 78       | 5            | 3            | 0       | –       | –    | –    | –         | 81        | 5   |
| Juventus            | 2015–16             | Serie A             | 17       | 0            | 3            | 0       | 1       | 0    | 0    | 0         | 21        | 0   |
| Juventus            | 2016–17             | Serie A             | 15       | 2            | 2            | 0       | 2       | 1    | 1    | 0         | 20        | 3   |
| Juventus            | 2017–18             | Serie A             | 22       | 2            | 2            | 0       | 2       | 0    | 0    | 0         | 26        | 2   |
| Juventus            | 2018–19             | Serie A             | 15       | 2            | 1            | 0       | 4       | 0    | 0    | 0         | 20        | 2   |
| Juventus            | 2019–20             | Serie A             | 10       | 0            | 2            | 0       | 2       | 0    | 0    | 0         | 14        | 0   |
| Juventus            | 2021–22             | Serie A             | 12       | 0            | 1            | 1       | 4       | 0    | 1    | 0         | 18        | 1   |
| Juventus            | 2022–23             | Serie A             | 9        | 0            | 1            | 0       | 1       | 0    | –    | –         | 11        | 0   |
| Juventus            | 2023–24             | Serie A             | 17       | 2            | 1            | 1       | –       | –    | –    | –         | 18        | 3   |
| Juventus            | 2024–25             | Serie A             | –        | –            | –            | –       | –       | –    | 1    | 0         | 1         | 0   |
| Juventus            | Tổng cộng           | Tổng cộng           | 117      | 8            | 13           | 2       | 16      | 1    | 3    | 0         | 149       | 11  |
| Rennes (mượn)       | 2020–21             | Ligue 1             | 1        | 0            | 0            | 0       | 1       | 0    | –    | –         | 2         | 0   |
| Cagliari (mượn)     | 2020–21             | Serie A             | 16       | 1            | 0            | 0       | –       | –    | –    | –         | 16        | 1   |
| Ajax (mượn)         | 2024–25             | Eredivisie          | 15       | 0            | 2            | 1       | 9       | 0    | –    | –         | 26        | 1   |
| Tổng cộng sự nghiệp | Tổng cộng sự nghiệp | Tổng cộng sự nghiệp | 227      | 14           | 18           | 3       | 26      | 1    | 3    | 0         | 274       | 18  |

1. ↑  Bao gồm Coppa Italia, Coupe de France, KNVB Cup
2. 1 2 3 4 5 6 7 8  Số lần ra sân tại UEFA Champions League
3. 1 2  Ra sân tại Supercoppa Italiana
4. ↑  Số lần ra sân tại FIFA Club World Cup
5. ↑  Số lần ra sân tại UEFA Europa League

### Quốc tế
Tính đến 4 tháng 6 năm 2018
| Ý         | Ý    | Ý   |
| Năm       | Trận | Bàn |
| --------- | ---- | --- |
| 2016      | 2    | 0   |
| 2017      | 2    | 0   |
| 2018      | 3    | 0   |
| Tổng cộng | 7    | 0   |

## Danh hiệu
Juventus
- Serie A: 2015–16, 2016–17, 2017–18, 2018–19, 2019–20
- Coppa Italia: 2015–16, 2016–17, 2017–18, 2023–24[2]
- Supercoppa Italiana: 2015, 2018

## Đời sống cá nhân
Ngày 11 tháng 3 năm 2020, Daniele Rugani trở thành cầu thủ đầu tiên ở Serie A dương tính với virus SARS-CoV-2.